# 彭以竺
彭以竺（？年—？年），山東歷城人，道光十六年進士。

## 生平
- 道光十六年中式進士。
- 同治四年，署江寧府江防同知[1]。